# Led Zeppelin II
Led Zeppelin II este al doilea album de studio al trupei hard rock engleze Led Zeppelin.
A fost lansat la 22 octombrie 1969 la casa de discuri Atlantic Records. Înregistrările au avut loc în diferite locații în Marea Britanie și America de Nord din ianuarie până în august 1969. Ca producător Jimmy Page, chitaristul și compozitorul formației, a fost creditat aproape în totalitate. Temele lirice de pe Led Zeppelin I (1969) sunt reluate și pe cel de-al doilea disc devenit mult mai de succes și mai apreciat decât primul conținând de asemenea elemente de blues și muzică folk.

## Lista melodiilor
1. „Whole Lotta Love” (Bonham, Dixon, Jones, Page, Plant ) (5:34)
2. „What Is and What Should Never Be” (Page, Plant) (4:47)
3. „The Lemon Song” (Bonham, Jones, Page, Plant) (6:20)
4. „Thank You” (Page, Plant) (4:47)
5. „Heartbreaker” (Bonham, Jones, Page, Plant ) (4:15)
6. „Living Loving Maid (She's Just a Woman)” (Page, Plant) (2:40)
7. „Ramble On” (Page, Plant) (4:45)
8. „Moby Dick” (Bonham, Jones, Page ) (4:25)
9. „Bring It On Home” (Page, Plant, Dixon) (4:19)

## Single-uri
- „Whole Lotta Love” (1970/1997)
- „Living Loving Maid (She's Just a Woman)” (1970)

## Componență
- Jimmy Page - chitară electrică și acustică, voce de fundal
- Robert Plant - voce, muzicuță
- John Bonham - baterie, voce de fundal
- John Paul Jones - bas, orgă, voce de fundal